# Apohely

Oblast oběžných drah planetek Apohely (zeleně) vzhledem k oběžným drahám Marsu (označen červeně), Země (modře), Venuše (černě) a Merkuru (šedě)

Apohely (nebo také Atirova skupina podle prvního pojmenovaného asteroidu) je skupina planetek, jejichž celá oběžná dráha leží uvnitř dráhy Země. Je známo celkem 23 takových těles. První z nich bylo těleso 1998 DK36 objevené v roce 1998; první potvrzenou byla planetka 163 693 Atira z roku 2003. 

## Dráha
Apohely jsou planetky, jejichž afélium, tedy nejvzdálenější bod oběžné dráhy, je menší než perihélium Země (nejmenší vzdálenost Země do Slunce), což je 0,983 AU. Znamená to, že nikdy nekříží dráhu Země. Perihelium těchto planetek je různé: některé obíhají pouze mezi dráhou Země a Merkuru a kříží tak dráhu Venuše jako např. 163693 Atira. Jiné však mají perihelium blíže Slunci a překračují tak i dráhu Merkuru. Nejextrémnější je planetka 2007 EB26, která se ke Slunci přibližuje až na 0,116 AU, tedy 17,4 milionu km.
Obvykle jsou zařazovány mezi blízkozemní planetky. Někdy v ní tvoří samostatnou skupinu, jindy jsou řazeny do Atenovy skupiny.

## Přehled
V únoru 2022 bylo známo celkem 27 těles z této skupiny. U sedmi z nich se podařilo dostatečně přesně určit dráhu, takže již dostaly definitivní číselné označení.
Předpokládá se, že těchto planetek je mnohem více, avšak vzhledem k tomu, že jejich maximální úhlová vzdálenost od Slunce je velmi malá, jsou jen obtížně pozorovatelné.

## Vývoj počtu známých planetek
| Rok   | 2000 | 2005 | 2010 | 2011 | 2012 | 2013 | 2014 | 2015 | 2016 | 2017 | 2018 | 2019 | 2020 | 2021 | 2022 | 2023 | 2024 | 2025 |
| ----- | ---- | ---- | ---- | ---- | ---- | ---- | ---- | ---- | ---- | ---- | ---- | ---- | ---- | ---- | ---- | ---- | ---- | ---- |
| Počet | 1    | 4    | 8    | 9    | 9    | 10   | 12   | 13   | 14   | 14   | 16   | 18   | 20   | 23   | 28   | 29   | 33   | 35   |

Údaje jsou k 1. 1. v daném roce.